# Gradišče nad Prvačino
Gradišče nad Prvačino – wieś w Słowenii, w gminie miejskiej Nova Gorica. W 2018 roku liczyła 510 mieszkańców. 